# Dendrobium gramineum
Dendrobium gramineum är en orkidéart som beskrevs av Henry Nicholas Ridley. Dendrobium gramineum ingår i släktet Dendrobium, och familjen orkidéer. Inga underarter finns listade i Catalogue of Life.